# جایزه باربد
جایزهٔ باربَد (Barbad award) تندیسی است که به برگزیدگان جشنواره موسیقی فجر اهدا می‌شود. با نظر برگزارکنندگان جشنواره موسیقی فجر، از سی و یکمین دوره جشنواره، اهدای جایزه باربد به برگزیدگان، آغاز شده‌است. مجموعاً در ۷ گرایش، ۱۶ جایزه باربد اهدا می‌شود. جایزه باربد در دوره‌های سی و چهارم و سی و پنجم از جشنواره موسیقی فجر حذف شد و در سی و ششمین دوره در سال ۱۳۹۹ مجدداً به جشنواره برگشت.

## فهرست نامزدها و برندگان

### سی و یکمین دوره (۱۳۹۴)
منابع:
| بخش                                 | موسیقی‌دان/ گروه                                | آلبوم                      | نتیجه |
| ----------------------------------- | ---------------------------------------------- | -------------------------- | ----- |
| موسیقی ایرانی (بهترین آلبوم)        | یاسمین شاه‌حسینی                                | گاهان                      | نامزد |
| موسیقی ایرانی (بهترین آلبوم)        | علی اصغر عربشاهی                               | دور نهان                   | نامزد |
| موسیقی ایرانی (بهترین آلبوم)        | اردشیر کامکار                                  | یقین گمشده                 | برنده |
| موسیقی ایرانی (بهترین آلبوم)        | پویا محمدی                                     | در سایه سرو                | نامزد |
| موسیقی ایرانی (بهترین آلبوم)        | مهدی تیموری                                    | روایت                      | نامزد |
| موسیقی ایرانی (بهترین خواننده)      | همایون شجریان                                  | چه آتش‌ها                   | نامزد |
| موسیقی ایرانی (بهترین خواننده)      | حمیدرضا نوربخش                                 | کوچ بنفشه‌ها                | نامزد |
| موسیقی ایرانی (بهترین خواننده)      | سالار عقیلی                                    | وطن                        | نامزد |
| موسیقی ایرانی (بهترین خواننده)      | علیرضا قربانی                                  | قطره‌های باران              | برنده |
| موسیقی ایرانی (بهترین آهنگساز)      | هوشنگ کامکار                                   | کوچ بنفشه‌ها                | برنده |
| موسیقی ایرانی (بهترین آهنگساز)      | حسین علیزاده                                   | باده تویی                  | نامزد |
| موسیقی ایرانی (بهترین آهنگساز)      | کیخسرو، تهمورس و سهراب پورناظری                | قطره‌های باران              | نامزد |
| موسیقی ایرانی (بهترین آهنگساز)      | نوید دهقان                                     | وطن                        | نامزد |
| موسیقی ایرانی باکلام (بهترین آلبوم) | حسین علیزاده / محمد معتمدی                     | باده تویی                  | نامزد |
| موسیقی ایرانی باکلام (بهترین آلبوم) | تهمورس پورناظری/ همایون شجریان                 | نه فرشته‌ام، نه شیطان       | برنده |
| موسیقی ایرانی باکلام (بهترین آلبوم) | نوید دهقان/ سالار عقیلی                        | وطن                        | نامزد |
| موسیقی ایرانی باکلام (بهترین آلبوم) | کیخسرو، تهمورس و سهراب پورناظری/ علیرضا قربانی | قطره‌های باران              | نامزد |
| موسیقی ایرانی باکلام (بهترین آلبوم) | علی قمصری / همایون شجریان                      | چه آتش‌ها                   | نامزد |
| موسیقی کلاسیک (بهترین آهنگساز)      | امین هنرمند                                    | شکوه‌های بی‌کلام             | برنده |
| موسیقی کلاسیک (بهترین آهنگساز)      | شهرداد روحانی                                  | باغ ایرانی                 | نامزد |
| موسیقی کلاسیک (بهترین آهنگساز)      | شهرداد روحانی                                  | خلیج فارس                  | نامزد |
| موسیقی کلاسیک (بهترین آهنگساز)      | محمدسعید شریفیان                               | و اینک بی‌کرانگی            | نامزد |
| موسیقی کلاسیک (بهترین آهنگساز)      | محمدسعید شریفیان                               | به زمین و آفتاب            | نامزد |
| موسیقی کلاسیک (بهترین آلبوم)        | شهرداد روحانی                                  | باغ ایرانی                 | برنده |
| موسیقی کلاسیک (بهترین آلبوم)        | محمدسعید شریفیان                               | و اینک بی‌کرانگی            | نامزد |
| موسیقی کلاسیک (بهترین آلبوم)        | شهرداد روحانی                                  | خلیج فارس                  | نامزد |
| موسیقی کلاسیک (بهترین آلبوم)        | امیر پورخلجی                                   | آفرینش                     | نامزد |
| موسیقی کلاسیک (بهترین آلبوم)        | امین هنرمند                                    | شکوه‌های بی‌کلام             | نامزد |
| موسیقی کلاسیک (بهترین آلبوم)        | کارن کیهانی                                    | همان یک شرار و هیچ         | نامزد |
| موسیقی فیوژن (بهترین آلبوم)         | حافظ ناظری                                     | ناگفته                     | نامزد |
| موسیقی فیوژن (بهترین آلبوم)         | محسن شریفیان                                   | دینگو مارو                 | نامزد |
| موسیقی فیوژن (بهترین آلبوم)         | سیاوش روشن                                     | گذر                        | برنده |
| موسیقی فیوژن (بهترین آلبوم)         | کوارتت کاسته                                   | ایستگاه یک                 | نامزد |
| موسیقی فیوژن (بهترین آلبوم)         | سهیل پیغمبری                                   | گمانه                      | نامزد |
| موسیقی تلفیقی (بهترین آهنگساز)      | کامران عراقی                                   | رویای خورشید               | نامزد |
| موسیقی تلفیقی (بهترین آهنگساز)      | شوان توکل                                      | بر قطار زمان               | نامزد |
| موسیقی تلفیقی (بهترین آهنگساز)      | گروه دارکوب                                    | نوکوب                      | برنده |
| موسیقی تلفیقی (بهترین آهنگساز)      | کاکوبند و پندار گروه آشا                       | دعوت                       | نامزد |
| موسیقی تلفیقی (بهترین آهنگساز)      | حجت اشرف زاده امیر و آرش بیات                  | ماه و ماهی                 | نامزد |
| موسیقی تلفیقی (بهترین آهنگساز)      | دارا دارایی                                    | داماهی                     | نامزد |
| موسیقی تلفیقی (بهترین آهنگساز)      | مهیار علیزاده                                  | در شعله با تو رقصان        | نامزد |
| موسیقی تلفیقی (بهترین آهنگساز)      | امیر و آرش بیات و حجت اشرف‌زاده                 | ماه و ماهی                 | نامزد |
| موسیقی تلفیقی (بهترین آهنگساز)      | کامران عراقی                                   | رویای خورشید               | نامزد |
| موسیقی تلفیقی (بهترین آهنگساز)      | شوان توکل                                      | بر قطار زمان               | نامزد |
| موسیقی تلفیقی (بهترین آهنگساز)      | گروه دارکوب                                    | نوکوب                      | برنده |
| موسیقی تلفیقی (بهترین آهنگساز)      | میلاد درخشانی                                  | اشارات نظر                 | نامزد |
| موسیقی پاپ (بهترین آلبوم)           | محمد اصفهانی                                   | شکوه                       | برنده |
| موسیقی پاپ (بهترین آلبوم)           | چارتار                                         | باران تویی                 | نامزد |
| موسیقی پاپ (بهترین آلبوم)           | حامی                                           | یک لحظه عاشق شو            | نامزد |
| موسیقی پاپ (بهترین آلبوم)           | سهند اطهری کیوان تفتی                          | اولین                      | نامزد |
| موسیقی پاپ (بهترین آلبوم)           | بهروز صفاریان                                  | عشق یعنی                   | برنده |
| موسیقی پاپ (بهترین آهنگساز)         | چارتار                                         | باران تویی                 | برنده |
| موسیقی پاپ (بهترین آهنگساز)         | بهروز صفاریان فریدون آسرایی                    | عشق یعنی                   | نامزد |
| موسیقی پاپ (بهترین آهنگساز)         | مرتضی پاشایی                                   | اسمش عشقه                  | نامزد |
| موسیقی پاپ (بهترین آهنگساز)         | سهند اطهری                                     | اولین                      | نامزد |
| موسیقی پاپ (بهترین آهنگساز)         | محمد شعبانی                                    | رقص با ریتم ساحل           | نامزد |
| موسیقی نواحی (بهترین آلبوم)         | سهراب محمدی                                    | شمال خراسان                | برنده |
| موسیقی نواحی (بهترین آلبوم)         | محمدرضا اسحاقی                                 | عاشقانه‌ها                  | نامزد |
| موسیقی نواحی (بهترین آلبوم)         | نظام شکارچیان                                  | جاودانه‌های موسیقی مازندران | نامزد |
| موسیقی نواحی (بهترین آلبوم)         | محمدرضا اسحاقی                                 | آیینی                      | نامزد |
| موسیقی نواحی (بهترین آلبوم)         | محمد میرزایی                                   | آوای کوهستان               | نامزد |

### سی و دومین دوره (۱۳۹۵)
منابع:
| بخش                               | موزیسین / گروه   | آلبوم               | نتیجه     |
| --------------------------------- | ---------------- | ------------------- | --------- |
| موسیقی دستگاهی با کلام (آهنگسازی) | مهدی حاج قاسمی   | اجاق سرد            | نامزد     |
| موسیقی دستگاهی با کلام (آهنگسازی) | نوید دهقان       | از جان و از دل      | برنده     |
| موسیقی دستگاهی با کلام (آهنگسازی) | احسان ذبیحی‌فر    | ابروکمان            | نامزد     |
| موسیقی دستگاهی با کلام (آهنگسازی) | صادق موسوی       | لب خوانی            | نامزد     |
| موسیقی دستگاهی با کلام (آهنگسازی) | مهدی پناهی       | گل بایوم            | نامزد     |
| موسیقی دستگاهی با کلام (خوانندگی) | علی خدایی        | رندانه              | نامزد     |
| موسیقی دستگاهی با کلام (خوانندگی) | وحید تاج         | اجاق سرد            | نامزد     |
| موسیقی دستگاهی با کلام (خوانندگی) | مهدی شهسوار      | بیات ترک            | برنده     |
| موسیقی دستگاهی با کلام (خوانندگی) | سالار عقیلی      | از جان و از دل      | نامزد     |
| موسیقی دستگاهی با کلام (خوانندگی) | محمد معتمدی      | ابر و کمان          | نامزد     |
| موسیقی دستگاهی بی‌کلام (آهنگسازی)  | فردین کریم خاوری | طره گیسو            | نامزد     |
| موسیقی دستگاهی بی‌کلام (آهنگسازی)  | بهاره فیاضی      | روشنا               | لوح تقدیر |
| موسیقی دستگاهی بی‌کلام (آهنگسازی)  | عیسی غفاری       | ردیف نو             | نامزد     |
| موسیقی دستگاهی بی‌کلام (آهنگسازی)  | آزاده احمدی      | تا برویند شوق‌ها     | نامزد     |
| موسیقی دستگاهی بی‌کلام (آهنگسازی)  | بهزاد رواقی      | درنگ                | برنده     |
| موسیقی ایرانی بی‌کلام (آهنگسازی)   | شهرام غلامی      | دایره‌ها             | نامزد     |
| موسیقی ایرانی بی‌کلام (آهنگسازی)   | حمید قنبری       | در دام ریتم         | نامزد     |
| موسیقی ایرانی بی‌کلام (آهنگسازی)   | شروین مهاجر      | کهن کمان            | برنده     |
| موسیقی ایرانی بی‌کلام (آهنگسازی)   | فراز کاویانی     | هبوط                | نامزد     |
| موسیقی ایرانی بی‌کلام (آهنگسازی)   | نیما دلنوازی     | از ری تا تیسفون     | نامزد     |
| موسیقی ایرانی بی‌کلام (آهنگسازی)   | فردین خلعتبری    | من عاشق چشمت شدم    | نامزد     |
| موسیقی ایرانی بی‌کلام (آهنگسازی)   | پیمان سلطانی     | عاشق می‌شویم         | نامزد     |
| موسیقی ایرانی بی‌کلام (آهنگسازی)   | مهیار علیزاده    | دخت پری‌وار          | برنده     |
| موسیقی ایرانی بی‌کلام (آهنگسازی)   | سهراب پورناظری   | خداوندان اسرار      | نامزد     |
| موسیقی ایرانی بی‌کلام (آهنگسازی)   | مجید درخشانی     | خروش                | نامزد     |
| آهنگسازی کلاسیک                   | احمد پژمان       | دیورتیمنتو          | نامزد     |
| آهنگسازی کلاسیک                   | پیمان سلطانی     | گفت و شنید          | برنده     |
| آهنگسازی کلاسیک                   | هوشنگ کامکار     | باغ‌های پژمان        | نامزد     |
| آهنگسازی کلاسیک                   | پویا باباعلی     | سفر به خویشتن       | نامزد     |
| آهنگسازی کلاسیک                   | علیرضا مشایخی    | گرند کنسرتو         | برنده     |
| موسیقی تلفیقی بی‌کلام (آهنگسازی)   | امیر دارابی      | برای دستان تنها     | نامزد     |
| موسیقی تلفیقی بی‌کلام (آهنگسازی)   | گروه دال         | گذر اردیبهشت        | لوح تقدیر |
| موسیقی تلفیقی بی‌کلام (آهنگسازی)   | زکریا یوسفی      | پیدای ناپیدا        | نامزد     |
| موسیقی تلفیقی بی‌کلام (آهنگسازی)   | حمزه یگانه       | کاهگل               | برنده     |
| موسیقی تلفیقی بی‌کلام (آهنگسازی)   | رامین بهنا       | بهنا                | نامزد     |
| موسیقی پاپ (بهترین آلبوم)         | کاوه یغمایی      | منشور               | نامزد     |
| موسیقی پاپ (بهترین آلبوم)         | محسن چاووشی      | امیر بی‌گزند         | نامزد     |
| موسیقی پاپ (بهترین آلبوم)         | امیر داداش‌زاده   | سلطان               | نامزد     |
| موسیقی پاپ (بهترین آلبوم)         | اشکان ماهری      | پرگار               | نامزد     |
| موسیقی پاپ (بهترین آلبوم)         | گروه مون‌هد       | افق رویداد          | نامزد     |
| موسیقی پاپ (آهنگسازی)             | محسن چاووشی      | امیر بی‌گزند         | نامزد     |
| موسیقی پاپ (آهنگسازی)             | امیر داداش‌زاده   | سلطان               | نامزد     |
| موسیقی پاپ (آهنگسازی)             | اشکان ماهری      | پرگار               | برنده     |
| موسیقی پاپ (آهنگسازی)             | کاوه یغمایی      | منشور               | لوح تقدیر |
| موسیقی پاپ (آهنگسازی)             | رضا آریایی       | خط پا               | برنده     |
| موسیقی پاپ بی‌کلام (آهنگسازی)      | پویان جوان       | یک بعدازظهر پیانویی | نامزد     |
| موسیقی پاپ بی‌کلام (آهنگسازی)      | احمد میرمعصومی   | نجوای شبانه         | نامزد     |
| موسیقی پاپ بی‌کلام (آهنگسازی)      | مهبد شفیع‌نژاد    | سکوت آبی            | برنده     |
| موسیقی پاپ بی‌کلام (آهنگسازی)      | پیروز بشردوست    | جانان               | نامزد     |
| موسیقی پاپ بی‌کلام (آهنگسازی)      | آرش بهزادی       | با چشمان بسته       | نامزد     |
| موسیقی پاپ بی‌کلام (آهنگسازی)      | آزاده مهدوی آزاد | شانزه لیزه          | لوح تقدیر |
| موسیقی ایرانی باکلام (خوانندگی)   | علیرضا قربانی    | من عاشق چشمت شدم    | برنده     |
| موسیقی ایرانی باکلام (خوانندگی)   | سالار عقیلی      | عاشق می‌شویم         | نامزد     |
| موسیقی ایرانی باکلام (خوانندگی)   | همایون شجریان    | خداوندان اسرار      | برنده     |
| موسیقی ایرانی باکلام (خوانندگی)   | علیرضا قربانی    | دخت پریوار          | نامزد     |
| موسیقی ایرانی باکلام (خوانندگی)   | پوریا اخواص      | سایه‌های مست         | نامزد     |

### سی و سومین دوره (۱۳۹۶)
منابع:
| بخش                               | موزیسین/گروه     | آلبوم             | نتیجه     |
| --------------------------------- | ---------------- | ----------------- | --------- |
| موسیقی دستگاهی با کلام (آهنگسازی) | مجید مولانیا     | در عشق زنده باید  | لوح تقدیر |
| موسیقی دستگاهی با کلام (آهنگسازی) | امیرعباس ستایشگر | در جان سرگردان من | نامزد     |
| موسیقی دستگاهی با کلام (آهنگسازی) | جمشید صفرزاده    | دوران عشق         | نامزد     |
| موسیقی دستگاهی با کلام (آهنگسازی) | محمد عشقی        | سرو بالا          | لوح تقدیر |
| موسیقی دستگاهی با کلام (خوانندگی) | وحید تاج         | در عشق زنده باید  | لوح تقدیر |
| موسیقی دستگاهی با کلام (خوانندگی) | پارسا حسن‌دخت     | هجران             | نامزد     |
| موسیقی دستگاهی با کلام (خوانندگی) | مجتبی عسگری      | با فراقت چند سازم | نامزد     |
| موسیقی دستگاهی با کلام (خوانندگی) | سالار عقیلی      | میهن وطنم خوشتر   | لوح تقدیر |
| موسیقی دستگاهی بی‌کلام             | تریوی شمیرانی    | دوار              | نامزد     |
| موسیقی دستگاهی بی‌کلام             | قاسم رحیم‌زاده    | آواز رود          | برنده     |
| موسیقی دستگاهی بی‌کلام             | آریا محافظ       | سروا              | نامزد     |
| موسیقی کلاسیک                     | کارن کیهانی      | باغ بی‌برگی        | برنده     |
| موسیقی کلاسیک                     | علیرضا مشایخی    | سپکتروم           | برنده     |
| موسیقی کلاسیک                     | پریسا پیرزاده    | وکالیز            | لوح تقدیر |
| موسیقی کلاسیک                     | سهیل شیرنگی      | ایماژ             | نامزد     |
| موسیقی تلفیقی باکلام              | میلاد درخشانی    | حرف بزن           | برنده     |
| موسیقی تلفیقی باکلام              | گروه آوازی دامور | آکاپلا            | نامزد     |
| موسیقی تلفیقی باکلام              | سهیل نفیسی       | طرحی نو           | نامزد     |
| موسیقی تلفیقی باکلام              | فرزاد میلانی     | نوستالژی‌نامه      | لوح تقدیر |
| موسیقی تلفیقی بی‌کلام              | حسام اینانلو     | یال و باد         | نامزد     |
| موسیقی تلفیقی بی‌کلام              | سامان صمیمی      | خیالفام           | نامزد     |
| موسیقی تلفیقی بی‌کلام              | گلنوش صالحی      | ده تیر            | برنده     |
| موسیقی تلفیقی بی‌کلام              | گروه کوچ         | کوچ               | نامزد     |
| موسیقی پاپ (خواننده برتر)         | رضا صادقی        | یعنی درد          | نامزد     |
| موسیقی پاپ (خواننده برتر)         | بهزاد الماسی     | من که خوشبختم     | نامزد     |
| موسیقی پاپ (خواننده برتر)         | مهدی یراحی       | آینه قدی          | برنده     |
| موسیقی پاپ (خواننده برتر)         | علی زند وکیلی    | رویای بی‌تکرار     | نامزد     |
| موسیقی پاپ (آهنگسازی برتر)        | کاوه یغمایی      | ناگهان رفته       | برنده     |
| موسیقی پاپ (آهنگسازی برتر)        | سیروان خسروی     | آنپلاگد           | نامزد     |
| موسیقی پاپ (آهنگسازی برتر)        | مهدی یراحی       | آینه قدی          | نامزد     |
| موسیقی پاپ (آهنگسازی برتر)        | رضا آریایی       | باغ جنون          | برنده     |
| موسیقی پاپ (آهنگسازی برتر)        | بهزاد الماسی     | من که خوشبختم     | نامزد     |
| موسیقی معاصر باکلام (آهنگسازی)    | سامان صمیمی      | فروغ              | نامزد     |
| موسیقی معاصر باکلام (آهنگسازی)    | کاوه صالحی       | این هم حکایتی‌ست   | برنده     |
| موسیقی معاصر باکلام (آهنگسازی)    | پیمان سلطانی     | وشتن (سعدی خوانی) | نامزد     |
| موسیقی معاصر باکلام (خوانندگی)    | علیرضا قربانی    | فروغ              | برنده     |
| موسیقی معاصر باکلام (خوانندگی)    | پوریا اخواص      | این هم حکایتی‌ست   | نامزد     |
| موسیقی معاصر باکلام (خوانندگی)    | وحید تاج         | عطار              | نامزد     |
| موسیقی معاصر بی‌کلام (آهنگسازی)    | علی قمصری        | درصط              | نامزد     |
| موسیقی معاصر بی‌کلام (آهنگسازی)    | رابعه زند        | قانون بی‌قانون     | نامزد     |
| موسیقی معاصر بی‌کلام (آهنگسازی)    | میلاد درخشانی    | نقطه پرگار        | برنده     |
| موسیقی معاصر بی‌کلام (آهنگسازی)    | احسان ذبیحی‌فر    | چهارگان           | لوح تقدیر |

### سی و ششمین دوره (۱۳۹۹)
منابع:
| بخش                                         | موزیسین/گروه                | آلبوم                         | نتیجه        |
| ------------------------------------------- | --------------------------- | ----------------------------- | ------------ |
| آهنگسازی موسیقی کلاسیک                      | مهران بدخشان                | انگاره‌ها                      | دیپلم افتخار |
| آهنگسازی موسیقی کلاسیک                      | رضا کهریزی                  | از او                         | نامزد        |
| آهنگسازی موسیقی کلاسیک                      | علیرضا مشایخی               | مدال ۲۰۱۵                     | نامزد        |
| آهنگسازی موسیقی کلاسیک                      | کاوه میرحسینی               | اشراق                         | برنده        |
| اجرای موسیقی نواحی                          | عماد توحیدی و حسین نظری     | ترانه‌های کبود                 | نامزد        |
| اجرای موسیقی نواحی                          | محمد سلم آبادی              | آوای صحرا                     | دیپلم افتخار |
| اجرای موسیقی نواحی                          | حمزه مقدم                   | حمزه سیا                      | برنده        |
| اجرای موسیقی نواحی                          | جمشید نیکوزاد               | بی گمون                       | نامزد        |
| خوانندگی موسیقی نواحی                       | ابوالحسن خوشرو ساروکلایی    | طالبا و موسیقی حماسی مازندران | برنده        |
| خوانندگی موسیقی نواحی                       | نورمحمد درپور               | دردانه                        | دیپلم افتخار |
| خوانندگی موسیقی نواحی                       | محی الدین شعبانی            | دریاب و دریاب                 | نامزد        |
| خوانندگی موسیقی نواحی                       | پرویز نزاکتی                | ونوشه                         | نامزد        |
| اجرای موسیقی دستگاهی بی کلام                | سیامک جهانگیری              | در رگ تاک                     | نامزد        |
| اجرای موسیقی دستگاهی بی کلام                | حمیدرضا خبازی               | واپسین فردا                   | نامزد        |
| اجرای موسیقی دستگاهی بی کلام                | هوشمند عبادی                | نایی                          | برنده        |
| اجرای موسیقی دستگاهی بی کلام                | بهاره فیاضی                 | افر                           | دیپلم افتخار |
| آهنگسازی دستگاهی باکلام                     | سیامک جهانگیری              | من همان نای ام                | دیپلم افتخار |
| آهنگسازی دستگاهی باکلام                     | احسان عبایی                 | از سراسر بگذشته               | نامزد        |
| آهنگسازی دستگاهی باکلام                     | بهمن فریادرس                | پرواز و آواز                  | برنده        |
| آهنگسازی دستگاهی باکلام                     | هومن مهدویان                | باغ بی باران                  | نامزد        |
| خوانندگی موسیقی دستگاهی                     | مهدی امامی                  | من همان نای ام                | دیپلم افتخار |
| خوانندگی موسیقی دستگاهی                     | وحید تاج                    | پرواز و آواز                  | نامزد        |
| خوانندگی موسیقی دستگاهی                     | مجتبی عسگری                 | عشیران                        | برنده        |
| خوانندگی موسیقی دستگاهی                     | حسین علیشاپور               | چقدر ز خویش دورم              | نامزد        |
| آهنگسازی و اجرای بخش پاپ و تلفیقی بی کلام   | هومن شیرعلی                 | تنیده در صدا                  | دیپلم افتخار |
| آهنگسازی و اجرای بخش پاپ و تلفیقی بی کلام   | سعید غریب و شهرام مویدی     | ناگفته‌های یک رؤیا             | نامزد        |
| آهنگسازی و اجرای بخش پاپ و تلفیقی بی کلام   | مصطفی قناعت                 | کبوترخانه                     | برنده        |
| آهنگسازی و اجرای بخش پاپ و تلفیقی بی کلام   | آرش هژیرآزاد                | تهران، مریخ                   | نامزد        |
| آهنگسازی بخش پاپ و تلفیقی باکلام            | صادق تسبیحی و امید نعمتی    | حرمان                         | نامزد        |
| آهنگسازی بخش پاپ و تلفیقی باکلام            | گروه داماهی                 | در من برو شکر                 | برنده        |
| آهنگسازی بخش پاپ و تلفیقی باکلام            | نیما رمضان و امیر بال افشان | بالزن                         | نامزد        |
| آهنگسازی بخش پاپ و تلفیقی باکلام            | پویا کلاهی                  | طاووس پربسته                  | دیپلم افتخار |
| آهنگسازی بخش پاپ و تلفیقی باکلام            | گروه بمرانی                 | ۱۳۴۰                          | لوح تقدیر    |
| خوانندگی بخش پاپ و تلفیقی                   | امیر بال افشان              | بالزن                         | نامزد        |
| خوانندگی بخش پاپ و تلفیقی                   | پویا کلاهی                  | طاووس پربسته                  | برنده        |
| خوانندگی بخش پاپ و تلفیقی                   | رضا کولغانی                 | در من برو شکر                 | دیپلم افتخار |
| خوانندگی بخش پاپ و تلفیقی                   | امید نعمتی                  | حرمان                         | نامزد        |
| آهنگسازی بخش معاصر و ارکسترال ایرانی بی‌کلام | پویا باباعلی                | دوردست‌ها                      | دیپلم افتخار |
| آهنگسازی بخش معاصر و ارکسترال ایرانی بی‌کلام | بهزاد عبدی                  | سوئیت برای قانون و ارکستر زهی | نامزد        |
| آهنگسازی بخش معاصر و ارکسترال ایرانی بی‌کلام | رضا والی                    | سرنا                          | نامزد        |
| آهنگسازی بخش معاصر و ارکسترال باکلام        | امیر پورخلجی                | عاشق کیست                     | برنده        |
| آهنگسازی بخش معاصر و ارکسترال باکلام        | حامد حافظی و حسین فاضل      | از برگ‌ها                      | نامزد        |
| آهنگسازی بخش معاصر و ارکسترال باکلام        | سلمان سالک و عباس آزاد      | گوهر جان                      | نامزد        |
| آهنگسازی بخش معاصر و ارکسترال باکلام        | سیاوش ولی پور               | سرود مرد سرگردان              | دیپلم افتخار |
| خوانندگی بخش معاصر و ارکسترال ایرانی        | پوریا اخواص                 | سرود مرد سرگردان              | دیپلم افتخار |
| خوانندگی بخش معاصر و ارکسترال ایرانی        | وحید تاج                    | از برگ‌ها                      | برنده        |
| خوانندگی بخش معاصر و ارکسترال ایرانی        | مهدی نظری                   | آسوده خاطر                    | نامزد        |
| ناشر                                        | تلسک                        | ارژنگ                         | نامزد        |
| ناشر                                        | خانه هنر خرد                | علی صمدپور                    | دیپلم افتخار |
| ناشر                                        | ماهور                       | محمد موسوی                    | برنده        |
| ناشر                                        | نسیم مهرآوا                 | محمد غلامی                    | نامزد        |

### سی و هفتمین دوره (۱۴۰۰)
منبع
| بخش                                             | موزیسین/گروه                   | آلبوم                       | نتیجه        |
| ----------------------------------------------- | ------------------------------ | --------------------------- | ------------ |
| اجرای موسیقی نواحی                              | مهرداد اکبری                   | هفت خوان و تنبور            | دیپلم افتخار |
| اجرای موسیقی نواحی                              | شاهرخ پناهی فرد                | سبا                         | نامزد        |
| اجرای موسیقی نواحی                              | مجید کلابی                     | نالش                        | برنده        |
| آهنگسازی موسیقی معاصر ایرانی بی کلام            | آسو کهزاد                      | پروتیوا                     | برنده        |
| آهنگسازی موسیقی معاصر ایرانی بی کلام            | آرش هژیر آزاد                  | بازار وکیل                  | دیپلم افتخار |
| آهنگسازی موسیقی معاصر ایرانی بی کلام            | پاشا هنجنی                     | غبار بی سوار                | نامزد        |
| آهنگسازی موسیقی معاصر ایرانی ارکسترال - با کلام | بهنام ابوالقاسم                | همیشه لحظه باران            | دیپلم افتخار |
| آهنگسازی موسیقی معاصر ایرانی ارکسترال - با کلام | امین همایی                     | کجا رفته‌ای                  | دیپلم افتخار |
| خوانندگی موسیقی معاصر ایرانی - ارکسترال         | پوریا اخواص                    | همیشه لحظه باران            | برنده        |
| خوانندگی موسیقی معاصر ایرانی - ارکسترال         | حسین علیشاپور                  | چله نشین                    |              |
| آهنگسازی کلاسیک غربی                            | امیرحسین الله دادی             | آنهای من                    | نامزد        |
| آهنگسازی کلاسیک غربی                            | پویان جدید فرد                 | گُمار                        | نامزد        |
| آهنگسازی کلاسیک غربی                            | علی رادمان                     | سیلک                        | دیپلم افتخار |
| آهنگسازی کلاسیک غربی                            | رضا والی                       | اشتیاق                      | برنده        |
| آهنگسازی موسیقی تلفیقی - بی کلام                | حسام اینانلو                   | میان                        | دیپلم افتخار |
| آهنگسازی موسیقی تلفیقی - بی کلام                | سروش پورگودرزی                 | مسخ                         | نامزد        |
| آهنگسازی موسیقی تلفیقی - بی کلام                | سروش پورگودرزی                 | دایره                       | نامزد        |
| آهنگسازی موسیقی تلفیقی - بی کلام                | رضا طریقت و یاشار یاری         | مسیر                        | نامزد        |
| اجرای موسیقی دستگاهی بی کلام                    | ارشاد رازانی                   | باغ ارم                     | نامزد        |
| اجرای موسیقی دستگاهی بی کلام                    | گروه پالت                      | نصف النهار مبدأ             | برنده        |
| اجرای موسیقی دستگاهی بی کلام                    | مهدی صومعه                     | در خیال او                  | نامزد        |
| اجرای موسیقی دستگاهی بی کلام                    | امین همایی                     | قبل پاییز، بعدپاییز         | دیپلم افتخار |
| خوانندگی موسیقی پاپ و تلفیقی                    | مهدی صومعه                     | در خیال او                  | نامزد        |
| خوانندگی موسیقی پاپ و تلفیقی                    | مهدیا علیزاده                  | باغ ارم                     | نامزد        |
| خوانندگی موسیقی پاپ و تلفیقی                    | بهزاد عمرانی                   | احتمالا قهرمانی در کار نیست | دیپلم افتخار |
| خوانندگی موسیقی پاپ و تلفیقی                    | امید نعمتی                     | نصف النهار مبدأ             | برنده        |
| آهنگسازی موسیقی دستگاهی - با کلام               | مهدی حاجی قاسمی                | کوچه دلگیر تو شد            | دیپلم افتخار |
| آهنگسازی موسیقی دستگاهی - با کلام               | امیر شریفی                     | شرح این هجران               | برنده        |
| آهنگسازی موسیقی دستگاهی - با کلام               | محمد علی نجف پور               | شب چراغ                     | نامزد        |
| آهنگسازی موسیقی دستگاهی - با کلام               | توحید وحید                     | آستان عشق                   | نامزد        |
| خوانندگی موسیقی دستگاهی                         | مهدی امامی                     | شرح این هجران               | دیپلم افتخار |
| خوانندگی موسیقی دستگاهی                         | سید محسن حسینی                 | در دور دست                  | نامزد        |
| خوانندگی موسیقی دستگاهی                         | مجتبی عسگری                    | بوستان سعدی                 | برنده        |
| خوانندگی موسیقی دستگاهی                         | علی مومنیان                    | کوچه دلگیر شد               | نامزد        |
| اجرای موسیقی پاپ - بی کلام                      | مصطفی بیاتی                    | ماه یکشنبه من               | دیپلم افتخار |
| اجرای موسیقی پاپ - بی کلام                      | الیاس دژآهنگ و مجید عیدانی اصل | رنج                         | برنده        |
| اجرای موسیقی کلاسیک                             | مهرداد غلامی                   | قطعاتی برای فلوت            | برنده        |
| بهترین ناشر                                     | نیما جوان                      | جوان                        | دیپلم افتخار |
| بهترین ناشر                                     | سید محمد موسوی                 | ماهور                       | نامزد        |
| بهترین ناشر                                     | محمد غلامی                     | نسیم مهر آوا                | نامزد        |
| بهترین ناشر                                     | معین فرزاد                     | نوفه                        | برنده        |
| راپسودی ایرانی برای سازسولو و ارکستر سمفونیک    | فرید اسماعیلی ابهری            | فرید اسماعیلی ابهری         | دیپلم افتخار |
| راپسودی ایرانی برای سازسولو و ارکستر سمفونیک    | محسن جوزی                      | محسن جوزی                   | نامزد        |
| راپسودی ایرانی برای سازسولو و ارکستر سمفونیک    | عارف شاهد نواز                 | عارف شاهد نواز              | نامزد        |
| راپسودی ایرانی برای سازسولو و ارکستر سمفونیک    | پوریا لاچینی                   | پوریا لاچینی                | برنده        |
| بهترین ترانه سرای سال                           | احمد امیرخلیلی                 | احمد امیرخلیلی              | برنده        |